# Szalafő
Szalafő (szlovénül: Sola) község Vas vármegyében, a Körmendi járásban.

## Története
Szalafő hét halmon épült, ún. „szeres település”, amelynek mindegyik dombja egy-egy „szer”: Alsószer, Csörgőszer, Felsőszer, Gyöngyösszer, Papszer és  Templomszer, illetve Pityerszer. A falu őrzi a honfoglalás kori településszerkezetet.
A településen az Őriszentpéter-Máriaújfalu közti 7455-ös út húzódik végig, utóbbiból Templomszer településrész északnyugati szélén ágazik ki a 74 188-as számú mellékút Pityerszer és Felsőszer településrészek irányába.
Nevét a határában eredő Zala folyóról kapta, melyet a helyiek „Szala” néven említenek.
Bár az Őrség része, de szorosan kapcsolódik a szlovénekhez és a Vendvidékhez is, a 19. században például a tótsági járáshoz tartozott.
1319-ben vívták a környéken a szalafői csatát, amelyben Károly Róbert serege legyőzte a Kőszegieket.

## Közélete

### Polgármesterei
- 1990–1994: László Gyula (független)[5]
- 1994–1998: László Gyula (független)[6]
- 1998–2002: László Gyula (független)[7]
- 2002–2006: Lugosi Arnold (független)[8]
- 2006–2010: Lugosi Arnold (független)[9]
- 2010–2014: Lugosi Arnold József (független)[10]
- 2014–2019: Lugosi Arnold József (független)[11]
- 2019–2024: Lugosi Arnold József (független)[12]
- 2024– : Lugosi Arnold József (független)[1]

## Népesség
A település népességének változása:
| Lakosok száma | 198  | 199  | 184  | 203  | 204  | 205  | 214  |
|               | 2013 | 2014 | 2015 | 2021 | 2022 | 2023 | 2024 |

A 2011-es népszámlálás során a lakosok 92,4%-a magyarnak, 2% németnek mondta magát (7,6% nem nyilatkozott; a kettős identitások miatt a végösszeg nagyobb lehet 100%-nál). A vallási megoszlás a következő volt: római katolikus 18,7%, református 53%, evangélikus 3,5%, felekezet nélküli 7,6% (17,2% nem nyilatkozott).
2022-ben a lakosság 97,5%-a vallotta magát magyarnak, 2,9% németnek, 0,5% szlovénnek, 1,5% egyéb, nem hazai nemzetiségűnek (2,5% nem nyilatkozott; a kettős identitások miatt a végösszeg nagyobb lehet 100%-nál). Vallásuk szerint 40,7% volt református, 13,7% római katolikus, 2% evangélikus, 0,5% egyéb keresztény, 0,5% egyéb katolikus, 9,8% felekezeten kívüli (32,4% nem válaszolt).

## Nevezetességei

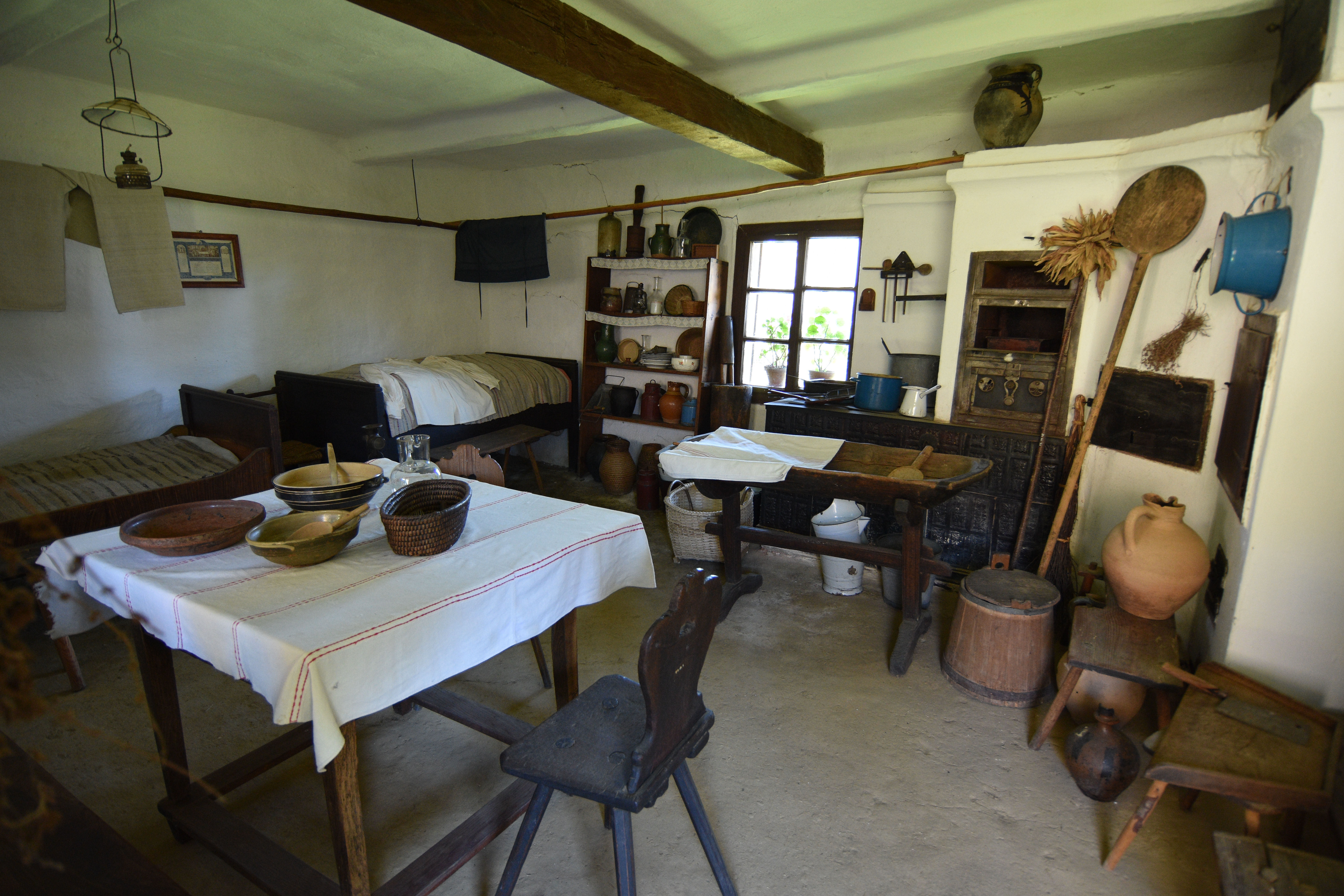
Pityerszer

- Pityerszeri Népi Műemlékegyüttes – Pityerszeren eredeti helyén, falumúzeum formájában láthatóak a népi építészet emlékei. Nevét valószínűleg attól a pityer nevű madártól kapta, amely itt nagyobb tömegben tartózkodott. Az épületek eredeti környezetükben állnak. Nevezetességei az ún. „kerített ház” és az emeletes kástu, amely az országban csak itt található. A kástu mellett látható az úgynevezett tóka, melyet az itatóvíz gyűjtésére és tárolására ástak. Ha a szükség úgy kívánta, vizét főzésre is felhasználták. A református templom 1842-ben épült, azóta többször felújították.
- Fekete-tó vagy más néven Fekete-láp (vend nyelvjárásban Črná mlaká) nagy kiterjedésű szigetszerű láp, Magyarország egyik legkiemelkedőbb jelentőségű, egyben legvédettebb természeti értéke. A láp Orfalu község területére esik, Szalafő és Farkasfa falvak határában. A helyet nagy kiterjedésű erdő veszi körül, az út nehezen járható. Szalafő maga a Zala vizéről kapta a nevét, amely a Fekete-tóból ered. A tó helyén a néphagyomány szerint egykor egy templom állott, amelyet Isten elsüllyesztett és helyében a tavat fakasztotta.
- A Zsúpfedeles házikó eredeti formájában helyreállított parasztház. Az épület, amelyet helyi néprajzi tárgyakkal rendeztek be, a zsúpszalma tetőfedéssel és a fagerenda falakkal, külön bejáratú helyiségekkel, kényelmes, természetes alapanyagú bútorokkal és textilekkel a térség építészeti, kulturális hagyományait követi.

## Sportélete
A labdarúgó-egyesület 1993. január 25-én  alakult meg, Futball Club Szalafő néven.
2005-ben alakult meg 14 taggal a Szalafő Sportjáért Egyesület, amelynek elnöke, Törő Miklós 2018-ban Lóránt Gyula-díjban részesült.

## Külső hivatkozások
- Szalafő az utazom.com honlapján